# Barlinek
Barlinek (německy Berlinchen) je město v severozápadním Polsku v Západopomořanském vojvodství v okrese Myslibórz ve gmině Barlinek. Nachází se zhruba 30 kilometrů severně od Gorzówa Wielkopolského. V roce 2023 zde žilo 13 049 obyvatel.
Město se nachází na zbudovaném vodním kanálu Młynówka a jezerech Barlineckie, Chmielowe a Uklejno. Rozloha města činí 17,55 km².

## Název
Dříve se město jmenovalo Nova Berlyn a Klein Berlin. Před rokem 1945 měl Barlinek německý název Berlinchen.
Jméno Barlinek bylo oficiálně zavedeno nařízením ministrů veřejné správy a znovuzískaných území ze dne 12. listopadu 1946. Dříve, po poválečném období, neslo též jméno Berlinek.

## Historie

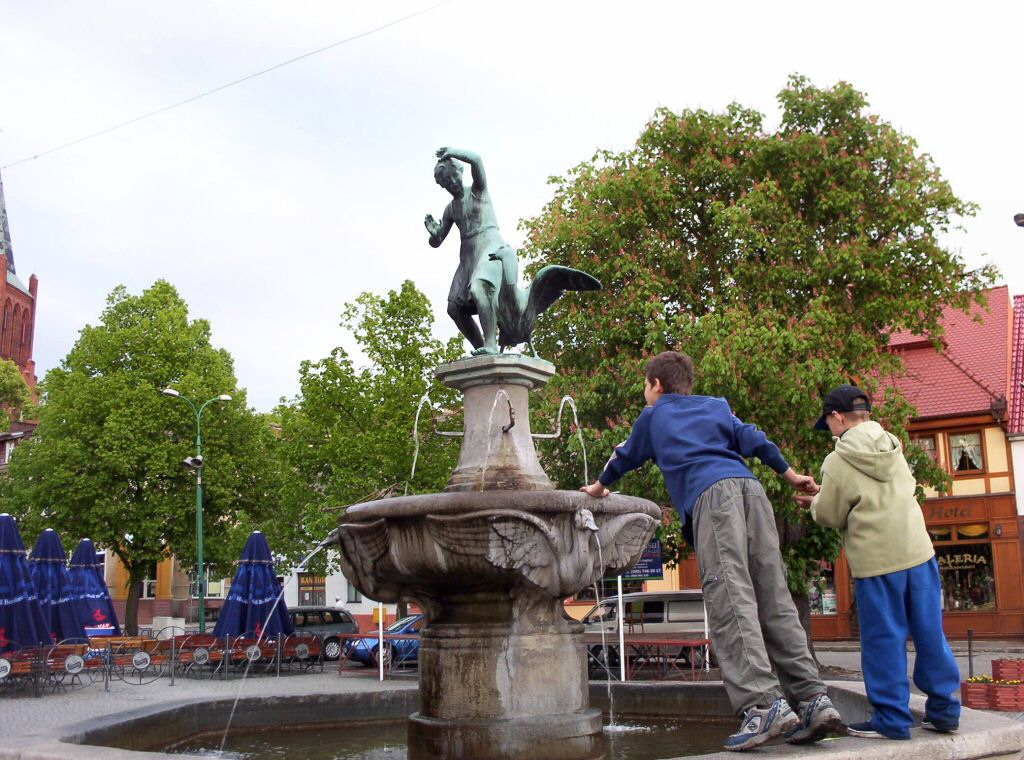
Pomník ženy „Gęsiarky“ na náměstí

Oblasti, kde se Barlinek nachází, byly zpočátku podřízeny Piastovcům a poté pod vládou mnoha velkopolských vévodů. Existenci slovanského sídliště zde potvrzuje fakt, že v místě gotického kostela Neposkvrněného Srdce Panny Marie stávalo kdysi slovanské sídliště.
Koncem 13. století oblast obsadilo Braniborské markrabství a s ním začala německá kolonizace. V roce 1278 udělili Braniborci nově vzniklé osadě městská práva a město se stalo pohraničním obranným městem. V polovině 14. století dostal Barlinek obranné hradby se dvěma branami – Myśliborskou (Soldiner Tor) a Młyńskou (Mühlentor). Město zažilo četné přírodní katastrofy, jako mor a požáry (ty celkem sedmkrát). Hlavními zaměstnáními obyvatel bylo zemědělství a chov dobytka.
Od roku 1373 je město pod vládou české koruny. V roce 1402 byla v Krakově uzavřena dohoda o koupi města s celým okolnm regionem, ale nakonec bylo prodáno Řádu německých rytířů, kterým patřilo v roce 1454. V roce 1410 čelil Barlinek nájezdům Poláků a Pomořanů. Od roku 1454 se město vrací pod nadvládu Braniborska. Od té doby zůstalo město až do roku 1918 pod nadvládou dynastie Hohenzollernů, roku 1701 se stalo součástí Pruska a roku 1871 Německa. Roku 1467 bylo město obléháno pomořanským vojskem.
Z řemesel se v polovině 19. století ve městě rozvinulo tkalcovství, soukenictví a plátenictví, na přelomu 18. a 19. století zde fungovala papírna. Druhá polovina 19. století byla příznivá pro hospodářský rozvoj města a město se v té době stalo významným hospodářským centrem. Výrobu zde započala koželužna a továrna na pluhy. V roce 1852 zničil velký požár budovy tržiště, radnice a kostelní věže. V roce 1898 získal Barlinek železniční spojení s Choszcznem a Myślibórzem.
31. ledna 1945 bylo město dobyto sovětskými vojsky (XII. tankový sbor Rudé armády); v důsledku bojů a úmyslného žhářství bylo zničeno více než 50 % budov. Po druhé světové válce se město ocitlo na hranicích Polska. Místní obyvatelstvo, které zůstalo ve městě, bylo vysídleno za řeku Odru a do Barlinku byli přivezeni osadníci. V důsledku částečné poválečné rekonstrukce se Barlinek stal průmyslovým městem v Západním Pomořansku.
V letech 1954–1972 bylo město sídlem úřadů okresu Barlinek. V letech 1975–1998 město administrativně patřilo do tehdejšího Gorzovského vojvodství.

## Ekonomika
Ve městě je přítomen zejména malý průmysl oděvní a stavebních materiálů, dále dřevoprůmyslové závody (v současnosti výrobní společnost Barlinek Inwestycje Sp. z o. o. vlastněná společností Barlinek SA se sídlem v Kielcích - jedna z největších společností tohoto typu na světě), závod "HaCon" zabývající se výrobou ocelových konstrukcí a litinových odlitků (bývalá litina na ZUO "Bomet"), METPOL-BARLINEK (patřící do kapitálové skupiny HOLDING-ZREMB, GBS Bank, Borne Furniture továrna na dveře a nábytek, společnost ESTO vyrábějící lepenku, kartony a kartonové obaly, stáčírna plynu Gaspol. Kdysi zde byl velký závod – ZUO „Bomet“ zabývající se výrobou dílů pro lodě.
V Barlinku byla vytvořena podzóna Zvláštní ekonomické zóny Kostrzyn-Słubice, která zahrnuje 5 určených komplexů a podporuje investování v regionu.

## Kultura
Hlavním propagátorem kulturního dění ve městě je Kulturní centrum Barlinek. Fungují zde unikátní keramické, divadelní a výtvarné ateliéry, ale i šachový oddíl, radioamatérské a taneční kroužky. KCB je též pořadatelem cyklických akcí, divadelního léta, malování plenérů a polsko-německých keramických, výtvarných a divadelních dílen.
Ve městě a obci působí skautský kmen Barlineckého lesa patřící k tlupě ZHP Myślibórz. Oddíl sestává ze 4 týmů a skautského komunikačního klubu. Významným kulturním střediskem je ve městě i Regionální muzeum.
Místní vydávanými časopisy jsou: Echo Barlineka a Puls Barlineka. Místními informační portály jsou: Barlinek24.pl a eBarlinek.pl. Společnost Barlineckých nadšenců (TMB), působící ve městě od počátku 90. let 20. století, pořádá koncerty vážné hudby a účastní se slavností.

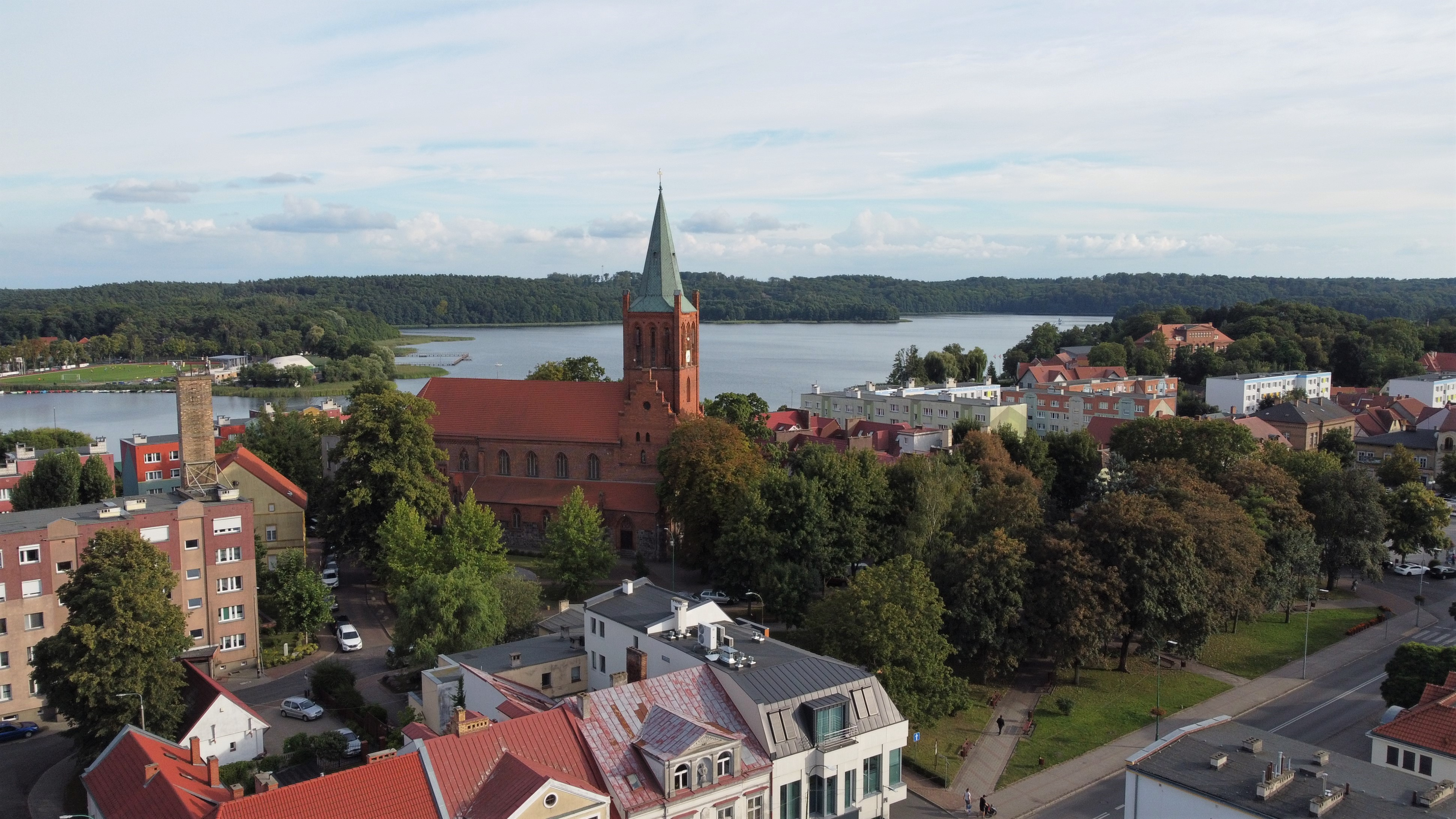
Kostel Neposkvrněného Srdce P. Marie s Barlineckým jezerem v pozadí

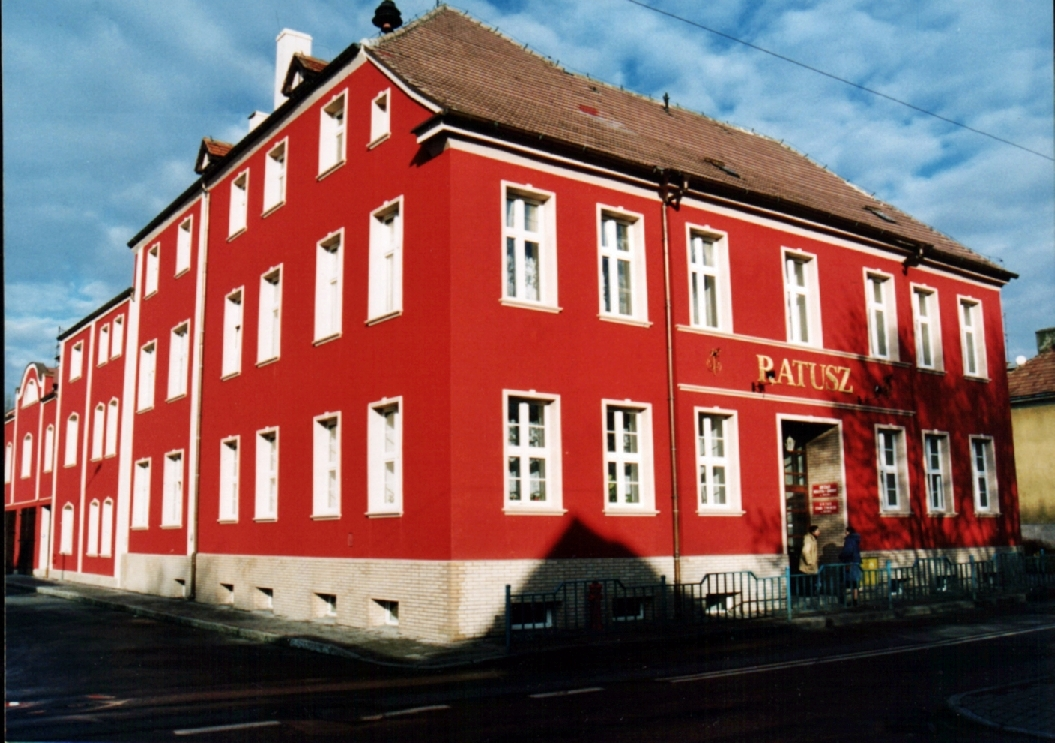
Radnice

## Památky
- Zbytky obranných zdí ze 14. a 15. století
- Kostel Neposkvrněného početí Panny Marie ze 13. a 14. století (přestavěn v 19. století)
- Soubor měšťanských domů z 19. století
- Náměstí se sochou ženy - "Gęsiarkou" a kašnou z roku 1912
- Kostel sv. Bonifáce z roku 1923
- Pravoslavný farní kostel Nanebevzetí Panny Marie
- Městská pláž, postavena roku 1927 na jezeře Barlineckie v alpském stylu
- "Młyn Papiernia" - bývalá továrna na papír, nyní muzeum

## Partnerská města
Partnerskými městy Barlinku jsou:
- Courrières, Francie
- Eksjö, Švédsko
- Gryfino, Polsko
- Prenzlau, Německo
- Schneverdingen, Německo